# Вернер Форсман
Вернер Форсман (на немски: Werner Theodor Otto Forßmann; роден на 29 август 1904 г. в Берлин, починал на 1 юни 1979 г. в Шопфхайм) е немски уролог и хирург. Лауреат на Нобелова награда за физиология или медицина за 1956 г. заедно с Дикинсън Ричардс и Андре Курнан.

## Биография
През 1928 г. завършва медицинския факултет на Хумболтовия университет в Берлин. От 1956 г. е професор по хирургия и урология в университета Гутенберг в Майнц. От 1964 е почетен професор в медицинската академия в Дюселдорф и професор в университета до 1970 г.

## Основни научни достижения
През 1928 г. разработва способ за въвеждане на катетър в дясната половина на сърцето. Този способ той разработва като прави опит върху себе си и го документира с рентгенова снимка. Няколко години по-късно доказва, че може без опасност за живота да се използват контрастни средства в изследване на сърцето на човека. Отново това той доказва с опит върху себе си. В този момент направените публикации преминават сравнително незабелязани от научната общност.
Тези почти незабелязани опити са оценени от Дикинсън Ричардс и Андре Курнан, които правят проучване за своите изследвания. Те се занимават с изследването на заболявания на сърцето и кръвоносната система и използват метода на Вернер Форсман за изследване на травматичен шок, при въздействието на медикаменти за лечение на сърцето, както и сърдечни болест при лечение и диагностиране.

## Семейство
Когато е 12-годишен баща му загива в Първата световна война. Отгледан е от майка си и баба си.
С жена си имат 6 деца: Клаус, Кнут, Йорг, Волф-Георг, Бернд и Ренате.
Умира от инфаркт на миокарда на 1 юни 1979 г.